# الفوضى (فلم 2005)
الفوضى أو نظرية حالة الفوضى هو فيلم إثارة وحركة كندي - بيريطاني من إخراج توني جيجليو وبطولة جيسون ستاثام وريان فيليب وويسلي سنايبس. تدور قصته حول عمليات سرقة متسلسلة للبنوك تحاول الشرطة إيقافها بمساعدة المحقق المفصول كونرز (جيسون ستاثام).

## القصة
يبدأ الفيلم بقيام المحقق كونرز بملاحقة قاتل سارق سيارة ويقتله هو والمرأة التي كان يستخدمها كدرع بشري، الصحف وضعت اللوم على المحقق كونورز وشريكه يورك، لاحقا كونرز تم ايقافه ويورك طرد بعد ان شهد ضدهم زميلهم الشرطي كالو. بعدها بفترة المدعو لورينز واربع مجرمين شنوا هجوم على أحد البنوك وحاصروا مجموعة من الرهائن وكان مطلبهم الوحيد هو التفاوض مع المحقق كونرز، كونرز عاد للعمل لكن وضع تحت المراقبة من قبل شريكه الجديد المفتش الشاب ديكر. كونرز تم اعطائه السلطة لادارة المفاوضات مع المجرمين وكانت الخطة هي قطع الكهرباء عن البناية واقتحام البناية من قبل قوات سوات اثناء ذلك تفجرت البوابة الرئيسية للمصرف وهرب الرهائن ومن ضمنهم المجرمين.
بعدها ذهب كونرز وديكر إلى تناول عشاء في إحدى المطاعم القريبة عند انتهائهم وضع كونرز عشرة دولارات على الطاولة ثمن ماقام بتناوله هو، ديكر استبدل العشرة دولارات بعشرين دولار وغادر، تكتشف الشرطة هوية أحد المهاجمين فينفذون هجوم على دار صديقته ويعتقلونه يقوم لورينز بقتل جميع المشاركين معه في السرقة وقبل ان تصل الشرطة اليهم وتعتقلهم، تكتشف الشرطة مكان لقاء لورينز مع اخر فردين من العصابة لكن لورينز يتخلف عن اللقاء ويفخخ المنزل بسبب معرفته بقدوم الشرطة، ويفجره بعد ان تقوم الشرطة بقيادة كونرز بمهاجمتهم، يستطيع جميع افراد الشرطة الهرب من البيت قبل ان يتم تفجيره عدا المحقق كونزر الذي بقي داخل البيت يبقى المحقق الشاب ديكر يحاول الثار لزميله كونرز ويكتشف مكان وجود لورينز بعد ان عرف ان لورينز هو نفسه يونك شريك كونرز السابق ويقوم بقتله بعد محاصرته في أحد المطاعم وملاحقته إلى رصيف أحد الموانئ. يعود المحقق ديكر لاكل وجبة في أحد المطاعم وعن طريق الصدفة يخرج ديكر ورقة العشرة دولار التي قام كونرز بوضعها على طاولة مطعم عند لقاءه بـ ديكر سابقا يكتشف المحقق ديكر ان هذه الورقة هي جزء من مال مسروق من أحد البنوك التي قام لونيرز بالسطو عليها يشك المحقق ديكر بحقيقة وفاة كونرز إلى ان يكتشف انه على قيد الحياة وهو المدبر الرئيسي لعمليات السرقة هذه يسافر كونرز إلى خارج البلاد بعد ان يحصل على بليون دولار وهو مجموع ما تم سرقته من المصارف.

## الإنتاج
تم تصوير هذا الفيلم في سياتل وواشنطن - الولايات المتحدة الأمريكية وكولومبيا البيريطانية في كندا

## وصلات خارجية
- مقالات تستعمل روابط فنية بلا صلة مع ويكي بيانات

1. ↑   نسخة محفوظة 19 فبراير 2012 على موقع واي باك مشين.
2. ↑   نسخة محفوظة 27 يوليو 2017 على موقع واي باك مشين.
3. ↑   نسخة محفوظة 5 أكتوبر 2018 على موقع واي باك مشين.